# あしずり (列車)
あしずりは、四国旅客鉄道（JR四国）および土佐くろしお鉄道が、高知駅 - 中村駅・宿毛駅間を土讃線・中村線・宿毛線経由で運行している特急列車である。

## 概要
高知県内の主要都市を結ぶ優等列車として、高松駅 - 須崎駅間の準急「土佐」1・3号の運転区間が窪川駅まで延長されたのを機に「足摺」として1961年（昭和36年）4月に運転を開始した。
1968年（昭和43年）10月には高知駅以西を急行で走る「南風」「足摺」は統合されたうえ「あしずり」に改称されて7往復運転され、1972年（昭和47年）3月に特急「南風」が運転開始されて以降は土讃本線の優等列車として共存していたが、国鉄末期になると利用客が減少し、「南風」に統合されるなどして3往復にまで運転本数が減らされた。JR四国に転換後の1988年（昭和63年）3月に瀬戸大橋線が開業したのにあわせて、四国内の特急列車の整備が急行列車の格上げを中心として行われたが、「あしずり」は急行列車のまま残された。
しかし、1990年（平成2年）に2000系気動車が「南風」に投入されたことにより車両運用に余裕ができたため、同年11月に「あしずり」は特急列車化された。
列車名は高知県土佐清水市にある足摺岬から採られている。この名前は一般公募によって決められたもので、128票で公募1位であった（以下、2位「竜馬」3位「よさこい」4位「黒潮」となっていた）。
複数の都道府県を跨いで走らない列車であり、運行区間全てが高知県内で完結する。

## 運行概況
2025年（令和7年）3月15日現在、高知駅 - 中村駅間に6往復（下り1 - 5・9 - 13号／上り2・4・8 - 14号）、高知駅 - 宿毛駅間に1往復（下り7号／上り6号）の計7往復が運転されている。高知駅で岡山・高松方面の特急「南風」「しまんと」と接続しており、各列車は基本的に高知駅の同一ホームで乗り換えとなる。
特急に格上げされてからは「南風」「しまんと」を高知駅で系統分離した色合いが強く、運行本数が上下で違っていたり、運行本数が大きく変わったりしている。使用車両が2000系気動車になってからは、高知運転所からの送り込み列車の色合いが強くなり、上りは大抵の場合「南風」「しまんと」として高松駅・岡山駅に直通するため、下り5本／上り1本や下り5本のみの時期もあったが、2003年（平成15年） - 2011年（平成23年）までは臨時も含めて上り列車の運行はなく、定期運行は下り1本（1号）のみ設定されていた。2011年（平成23年）3月には10年ぶりとなる上り列車として2号として復活し、その後「南風」「しまんと」の多くの列車が高知駅を境に系統分離され、高知駅と県西部を結ぶ特急列車として本数が増加することになった。
2019年（令和元年）9月3日より下り9号／上り6号に2700系気動車が投入され、運用を開始した。2024年（令和6年）3月16日ダイヤ改正より3往復が2700系による運転となっている。

### 停車駅
高知駅 -（旭駅）-（朝倉駅）- 伊野駅 - 佐川駅 -（多ノ郷駅）- 須崎駅 - 土佐久礼駅 - 窪川駅 - 土佐佐賀駅 -（土佐上川口駅）- 土佐入野駅 - 中村駅 - 平田駅 - 宿毛駅
- （ ）は一部列車が停車。
  - 旭駅・朝倉駅：下り1号／上り6号が通過。
  - 多ノ郷駅：下り9・11・13号／上り2・4号が停車。
  - 土佐上川口駅：下り5号／上り8号が停車。
- 予土線乗り入れ時は窪川駅 - 土佐大正駅 - 十川駅 - 江川崎駅 - 松丸駅 - 近永駅 - 伊予宮野下駅 - 北宇和島駅 - 宇和島駅に停車していた（1975年（昭和50年）3月ダイヤ改正当時）[4]。
- 2014年（平成26年）3月15日から2024年（令和6年）3月15日までは、下り1本（2024年（令和6年）時点では16号）が古津賀駅に停車していた[5][6][7]。
- 停車駅の詳細は以下の表を参照。

| 運行本数        | 号数               | JR四国 | JR四国 | JR四国 | JR四国 | JR四国 | JR四国   | JR四国 | JR四国     | JR四国 | 土佐くろしお鉄道 | 土佐くろしお鉄道 | 土佐くろしお鉄道 | 土佐くろしお鉄道 | 土佐くろしお鉄道 | 土佐くろしお鉄道 | 土佐くろしお鉄道 | 土佐くろしお鉄道 |
| 運行本数        | 号数               | 土讃線 | 土讃線 | 土讃線 | 土讃線 | 土讃線 | 土讃線   | 土讃線 | 土讃線     | 土讃線 | 中村線           | 中村線           | 中村線           | 中村線           | 中村線           | 宿毛線           | 宿毛線           | 宿毛線           |
| 運行本数        | 号数               | 高知駅 | 旭駅   | 朝倉駅 | 伊野駅 | 佐川駅 | 多ノ郷駅 | 須崎駅 | 土佐久礼駅 | 窪川駅 | 窪川駅           | 土佐佐賀駅       | 土佐上川口駅     | 土佐入野駅       | 中村駅           | 中村駅           | 平田駅           | 宿毛駅           |
| --------------- | ------------------ | ------ | ------ | ------ | ------ | ------ | -------- | ------ | ---------- | ------ | ---------------- | ---------------- | ---------------- | ---------------- | ---------------- | ---------------- | ---------------- | ---------------- |
| 下り1本         | 1号                | ●      | →      | →      | ●      | ●      | →        | ●      | ●          | ●      | ●                | ●                | →                | ●                | ●                | ●                |                  |                  |
| 下り1本 上り3本 | 3号 10・12・14号   | ●      | ●      | ●      | ●      | ●      | ─        | ●      | ●          | ●      | ●                | ●                | ─                | ●                | ●                | ●                |                  |                  |
| 下り1本 上り1本 | 5号 8号            | ●      | ●      | ●      | ●      | ●      | ─        | ●      | ●          | ●      | ●                | ●                | ●                | ●                | ●                | ●                |                  |                  |
| 上り1本         | 6号                | ●      | ←      | ←      | ●      | ●      | ←        | ●      | ●          | ●      | ●                | ●                | ←                | ●                | ●                | ●                | ●                | ●                |
| 下り1本         | 7号                | ●      | ●      | ●      | ●      | ●      | →        | ●      | ●          | ●      | ●                | ●                | →                | ●                | ●                | ●                | ●                | ●                |
| 下り3本 上り2本 | 9・11・13号 2・4号 | ●      | ●      | ●      | ●      | ●      | ●        | ●      | ●          | ●      | ●                | ●                | ─                | ●                | ●                | ●                |                  |                  |
| 停車本数        | 下り               | 7      | 6      | 6      | 7      | 7      | 3        | 7      | 7          | 7      | 7                | 7                | 1                | 7                | 7                | 7                | 1                | 1                |
| 停車本数        | 上り               | 7      | 6      | 6      | 7      | 7      | 2        | 7      | 7          | 7      | 7                | 7                | 1                | 7                | 7                | 7                | 1                | 1                |

凡例
- ●：停車
- ─・←・→：通過（矢印は運転方向）

### 車両
高知運転所に所属する2000系気動車4往復（下り1・3・9・11号／上り4・6・10・12号）と高知運転所・高松運転所および土佐くろしお鉄道中村車両基地に所属する2700系気動車3往復（下り5・7・13号／上り2・8・14号）が使用されている。また、繁忙期には2700系などの車両不足により、松山運転所から2000系・N2000系を数両（最低でも2両）借り受け、通常時では2700系運用の2073D-2082D-2079D-2088Dに2000系・N2000系が入ることがある。
ただし、新型コロナウイルス感染症による乗客減により「しまんと」下り1号／上り10号（高松駅 - 高知駅間）が一時期運休したのに伴い、その期間は高松運転所2700系使用列車が高知運転所2000系（2000+2200+2100）の3両編成に変更されていた。
1993年（平成5年）3月18日まではキハ181系気動車、キハ185系気動車も使用されていた。

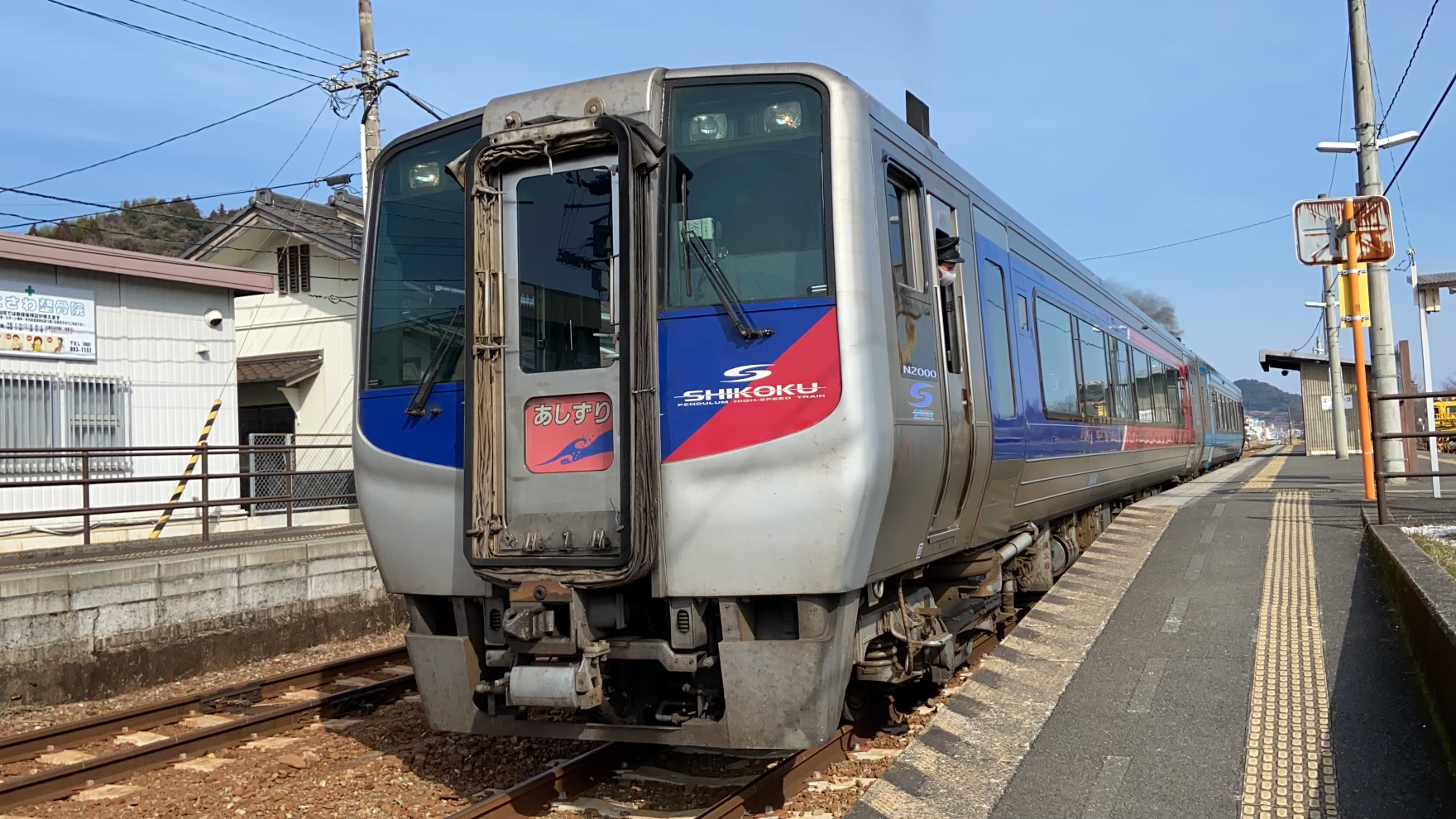
N2000系「あしずり」（2021年）
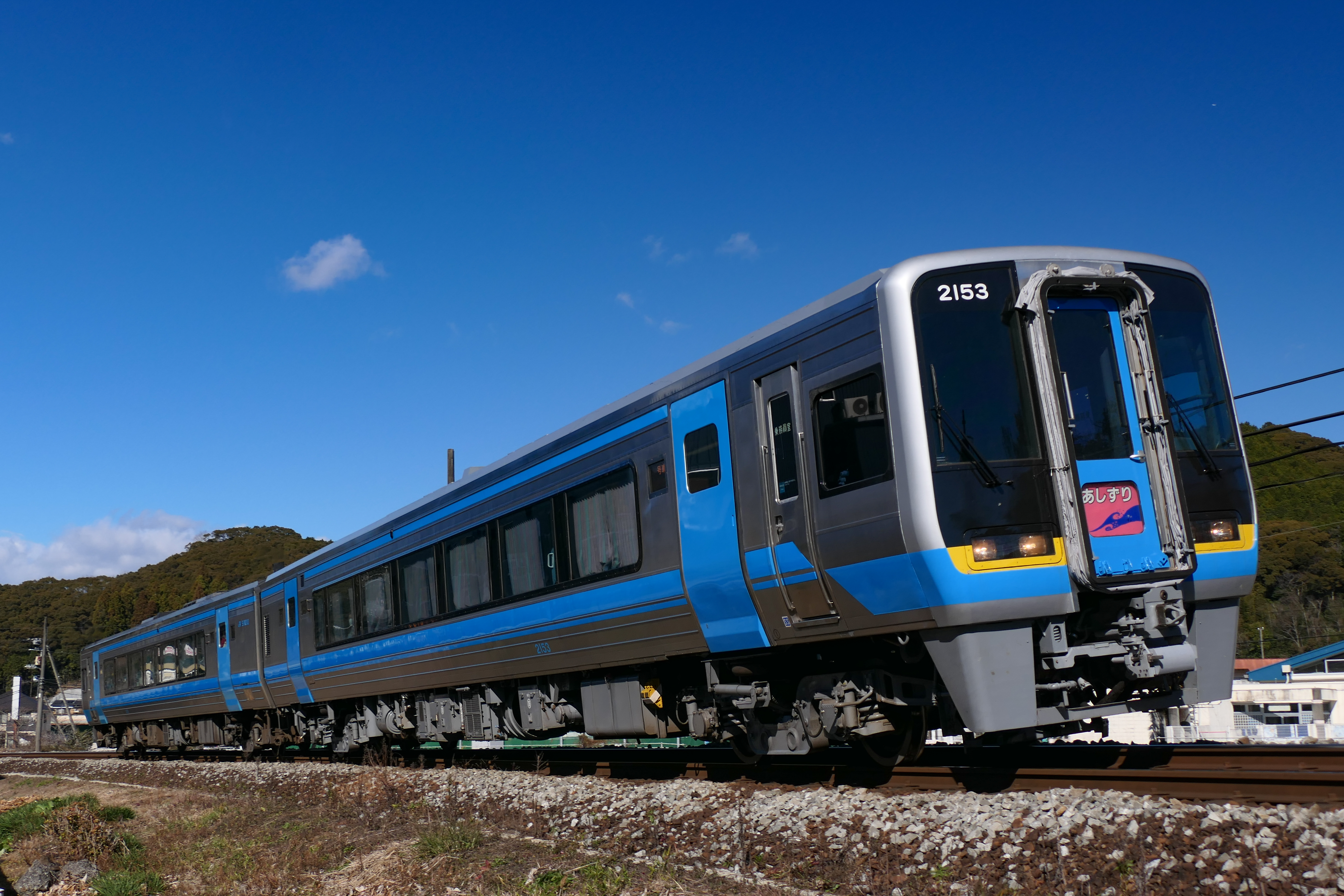
2000系「あしずり」（2021年）
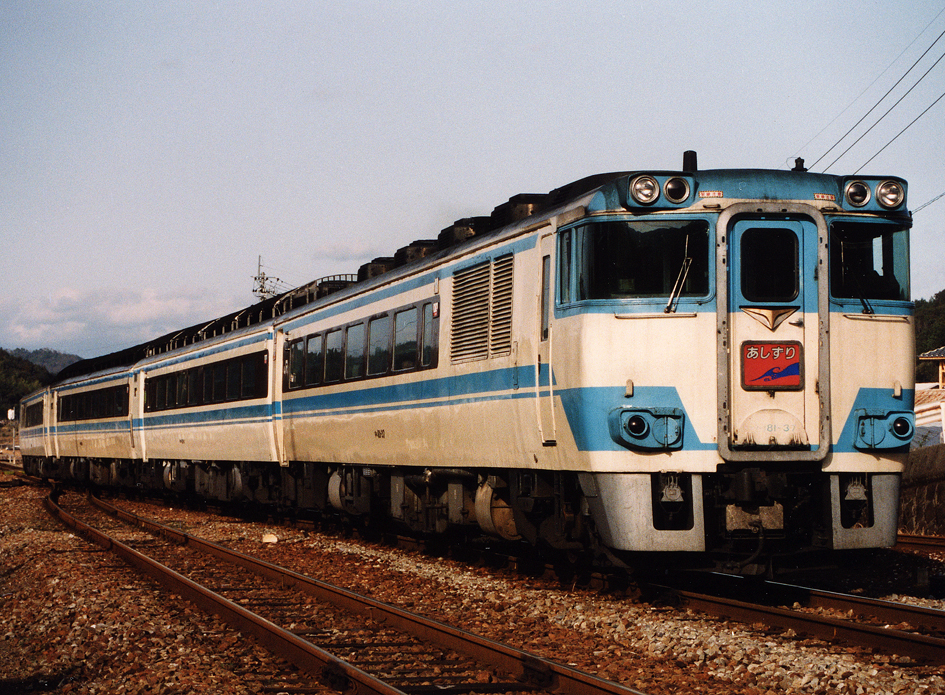
キハ181系「あしずり」（1991年）

## 沿革

### 準急「足摺」から急行「あしずり」まで
- 1961年（昭和36年）4月15日：高松駅 - 窪川駅間を運行する準急列車として「足摺」が運転開始。従来の準急「土佐」1号・3号のダイヤを踏襲。
- 1963年（昭和38年）
  - 2月1日：「足摺」が1往復増発。
  - 12月18日：中村線窪川駅 - 土佐佐賀駅間が開業し、乗り入れ開始。
- 1965年（昭和40年）10月1日：「土佐」1往復が土佐佐賀駅まで運転区間を延長し、「足摺」に編入。
- 1966年（昭和41年）3月5日：急行列車となる。
- 1968年（昭和43年）10月1日：ヨンサントオのダイヤ改正により、高松駅 - 窪川駅間急行の名称を「あしずり」に変更し、同時に同じ区間を運行していた「南風」を統合する。また、「土佐」1往復の運行区間を延長する形で編入し、7往復体制となる。
- 1970年（昭和45年）10月1日：中村線の土佐佐賀駅 - 中村駅間開業に伴い、2往復が中村駅まで延長。
- 1974年（昭和49年）3月1日：1往復が窪川駅で宇和島駅（予土線経由）発着編成（予土線区間は快速列車）と中村駅発着編成を分割・併結するようになる[注 2]。
- 1975年（昭和50年）3月10日：1往復が特急「南風」に統合。4号の運転区間が中村駅 - 高知駅間に変更。これにより「あしずり」は中村駅 - 高松駅間で5往復、中村駅 - 高知駅間で上り1本となる。
- 1980年（昭和55年）10月1日：1号の始発を土佐山田駅に変更し、土佐山田駅 - 高知駅間は普通列車とする。
- 1982年（昭和57年）11月15日：1往復が廃止され、中村駅 - 高松駅間が下り4本／上り5本、中村駅 - 土佐山田駅間が下り1本、中村駅 - 高知駅間が上り1本になる。
- 1985年（昭和60年）3月14日：下り1本／上り2本が廃止され、予土線への乗り入れも廃止。
- 1986年（昭和61年）11月1日：1往復が特急「南風」に統合。
- 1987年（昭和62年）3月23日：特急「南風」の下り1本が「あしずり」に変更。
- 1988年（昭和63年）4月1日：JR四国中村線が廃止され、土佐くろしお鉄道に転換。窪川駅 - 中村駅間が快速列車になる。4月10日には下り2本の高松駅 - 高知駅間が特急「しまんと」に変更され、下り列車は4本中3本が高知駅発となった（上り列車は3本とも高松駅まで運転）。
- 1989年（平成元年）7月22日：「あしずり」「土佐」の1往復が特急「しまんと」に編入。高松駅乗り入れが廃止。

### 特急「あしずり」

#### 1990年代の動き
- 1990年（平成2年）11月21日：「あしずり」が特急列車となり[10]、高知駅 - 中村駅間下り2本／上り1本で運転開始。同時にエル特急に指定される。
- 1991年（平成3年）：3往復に増発（キハ181系を使用）。時刻表では「しまんと」下り1号／上り12号を含めグリーン車連結の3両編成になっていたが、実際は毎日1両の増結が入り3両で運行されたことはなかった。
- 1993年（平成5年）
  - 3月18日：全列車が2000系になり、下り2本／上り1本になる。
  - 10月：下り3本／上り2本になる。
- 1997年（平成9年）10月1日：土佐くろしお鉄道宿毛線開業により、「あしずり」の一部列車が宿毛駅発着になる[11]。
- 1998年（平成10年）
  - 3月14日：下り4本／上り2本になる。
  - 10月3日：下り4本／上り1本になる。
- 1999年（平成11年）3月13日：下り5本／上り1本になる。

#### 2000年代の動き
- 2001年（平成13年）3月3日：上り列車が廃止され、下り5本のみとなる。
- 2003年（平成15年）10月1日：宿毛駅への乗り入れを中止し、1号（高知発中村行き）のみの運行となる。
- 2006年（平成18年）3月18日：号数表示が無くなる。
- 2008年（平成20年）
  - 3月15日：全車禁煙となる[12]。
  - 10月18・19日：「キハ58系引退記念」として「土佐」「あしずり」がリバイバル運転される。
- 2009年（平成21年）3月14日：毎日運転の臨時列車として51号（高知発須崎行き）が設定され、下り2本体制となり、定期列車に再び号数が表示される[13]。

#### 2010年代の動き
- 2010年（平成22年）3月13日：51号が廃止[14]。
- 2011年（平成23年）3月12日：ダイヤ改正により次のように変更[15]。
  - エル特急の呼称を廃止。
  - 2001年以来10年ぶりとなる上り列車として2号（中村発高知行き）を設定。
  - 毎日運転の臨時列車として下り51号（高知発宿毛行き）／上り54号（中村発高知行き）を設定。これにより、宿毛駅乗り入れを再開する。これにより旧：1号は3号に変更。
- 2012年（平成24年）3月17日：ダイヤ改正により次のように変更[16]。
  - 「南風」「しまんと」の中村駅・宿毛駅発着列車を系統分割する形で、「あしずり」を3往復増発。これによって5往復（うち1往復は毎日運転の臨時列車）体制となる。
  - 9号が「アンパンマン列車（オレンジ）」での運転となる。
  - 毎日運転の臨時列車として、早朝に52号（窪川発高知行き）を設定。
  - 54号を廃止。
- 2013年（平成25年）3月16日：1往復（下り7号／上り4号）が多ノ郷駅に臨時停車するようになる[17]。
- 2014年（平成26年）3月15日：ダイヤ改正により次のように変更[6]。
  - 中村駅・宿毛駅発着の「南風」を系統分離し、2.5往復（下り3本／上り2本）を増発。古津賀駅に停車していた「南風」28号の高知駅以南が「あしずり」10号に分離されたことにより、「あしずり」として古津賀駅に停車する列車が設定される。
  - 3号を「しまんと1号」に統合し、廃止。
  - 宿毛駅発着列車の一部を中村駅発着に変更する。
  - 毎日運転の臨時列車1往復（下り51／上り52号）を廃止。
- 2019年（平成31年・令和元年）
  - 3月16日：宿毛駅発の12号と、高知駅で接続する「しまんと」10号が統合され、「あしずり」の宿毛駅発着列車が下り9号／上り4号になる[18]。
  - 9月3日：下り9号／上り6号に2700系気動車を投入[19]。

#### 2020年代の動き
- 2020年（令和2年）
  - 3月14日：ダイヤ改正により次のように変更[20][21][22]。
    - 「南風」6号の中村駅 - 高知駅間が分離され、「あしずり」2号に変更。これにより、2700系気動車で運行の6号が8号に変更となる。
    - 15号が多ノ郷駅に新規停車し、運行時刻が30分程繰り上げられる。
    - 古津賀駅停車列車が14号から16号となる。

  - 5月16日：新型コロナウイルス感染症による乗客減により、下り1・5号／上り10・14号が6月12日まで運休[9]。
  - 7月2日：下り3号／上り6・12号で2000系「アンパンマン列車（オレンジ）」によるラストランを実施。
  - 7月18日：下り15号／上り2号が2700系による運転に変更[23]。
- 2021年（令和3年）3月13日：下り5号／上り14号が2000系から2700系に置き換え、2700系使用列車が合計6本となる[24]。
- 2022年（令和4年）3月12日：宿毛発高松行き「しまんと」10号を高知止まりとした上で「あしずり」18号に置き換えて8.5往復となる[25][26][注 3]。
- 2023年（令和5年）4月14日：高知県出身の植物学者牧野富太郎をモデルとしたNHK連続テレビ小説『らんまん』のラッピング列車（2000系2両）が運行開始。高知駅で出発式を実施[27][28]。
- 2024年（令和6年）3月16日：ダイヤ改正により次のように変更[29][7]。
  - 18号が「しまんと」8号に統合され、下り13号／上り16号が廃止されたことにより、7往復体制となる[30]。
  - 16号が廃止されたことにより、古津賀駅の特急列車停車が消滅。
- 2025年（令和7年）4月12日：アンパンマン列車25周年の記念事業として、初代アンパンマン列車（ブルー）のデザインを2000系2両（2153＋2103）に期間限定で復刻。「復刻！初代アンパンマン列車」として主に当列車で運行開始。高知駅で出発式を実施[31][32][33]。

## 本列車が登場する作品
- 西村京太郎『土佐くろしお鉄道殺人事件』新潮社、2022年1月19日。ISBN 978-4-10-128547-4。